# Freiheitsaktion Bayern
Freiheitsaktion Bayern (známější pod zkratkou FAB, česky Svobodné Bavorsko) bylo hnutí proti nacistům na konci druhé světové války.

## Pozadí
Koncem dubna roku 1945 spáchal diktátorský vůdce Adolf Hitler sebevraždu. Bitva o Berlín byla již vyhraná. Bojovalo se však ještě na severu Německa v několika pevnostech a na Slovinsku a v oblasti Sudet. Zbývající část Německa, kde nacisté stále vládli, bylo Bavorsko. Nacistická propaganda vydala prohlášení, že díky Alpám, které jim sloužily jako pevnost, byli připraveni bojovat. Odbojář a právník Rupprecht Gerngroß rozhodl, aby bylo zabráněno dalšímu krveprolití a začal vyhlašovat lidem, aby se k němu připojili. Svou iniciativu nazval Freiheitsaktion Bayern.

## Akce
Podle Rupprechta Gerngroße mělo FAB následující cíle:
- Ukončit militarismus a nacismus
- Vybudovat socialistický stát
- Zajistit svobodu ve všech právech

Gerngroß vyhledával členy do FAB především v bývalých německých vojácích, kteří byli znechucení nad vývojem v zemi. Ze začátku se však Gerngroß nemohl uskutečnit své plány. První důvod byl, že nacistická propaganda byla ještě velmi silná, a že kdyby vládu v Bavorsku svrhl, obával se jejího návratu a atentátu na svou osobu. Americká armáda ho však podpořila tím, že pro něho získala vysílací přístroj a několik set válečných zajatců. Obyvatelstvo mělo nahlédnout, že pokračování v bojích je nesmyslné, a že proti fanatickému národnímu socialismu je nutno postupovat.
Akce začala v dubnu roku 1945. Členové FAB obsadili úřad ministerského předsedy Bavorska Paula Gieslera. K jejich zklamání však v úřadu našli jen říšského komisaře Franze von Eppa. Ostatní členové Bavorské vlády o převratu věděli a stačili uprchnout. Bavorský místodržící Paul Giesler poté poslal k úřadu německé vojáky a příslušníky SS. Při přestřelce, která poté začala, stačil vůdce FAB Gerngroß se svými věrnými spolupracovníky a zajatým von Eppem uprchnout.
Zbytek členů se však po několikahodinovém vyčerpávajícím boji vzdal. Třetina členů FAB byla zastřelena, pohřbena v důlních šachtách a na skládkách, a zbytek byl odvezen do koncentračního tábora Dachau. Když byl tábor 29. dubna 1945 osvobozen, polovina zajatců ze zbylých FAB již zemřela. Ostatní se však vrátili ke Gerngroßovi. Ten totiž usiloval o druhý převrat, který měl být úspěšný. Za podpory amerických jednotek se druhý převrat podařil. FAB bylo bezprostředně po převratu rozpuštěno.